# Smyrna (Carolina del Sur)
Smyrna es un pueblo ubicado en el Condado de York y en el Condado de Cherokee en el estado estadounidense de Carolina del Sur. La localidad en el año 2000 tiene una población de 59 habitantes en una superficie de 1.8 km², con una densidad poblacional de 32.3 personas por km². 

## Geografía
Smyrna se encuentra ubicado en las coordenadas 35°2′48″N 81°24′47″O / 35.04667, -81.41306. Según la Oficina del Censo, el pueblo tiene un área total de 1,8 km² (0,7 mi²), de la cual 1,8 km² (0,7 mi²) es tierra y 0 km² (0 mi²) (0.0%) es agua.

### Localidades adyacentes
El siguiente diagrama muestra a las localidades en un radio de 20 kilómetros (12,4 mi) de Smyrna.

## Demografía
En el 2000 la renta per cápita promedia del hogar era de $32.500, y el ingreso promedio para una familia era de $36.667. El ingreso per cápita para la localidad era de $20.575. En 2000 los hombres tenían un ingreso per cápita de $35.000 contra $46.250 para las mujeres. Ninguno de la población o las familias estaban por debajo del umbral de pobreza nacional. 